# Simon Peter Engurait
Simon Peter Engurait (*  28. August 1971 in Ngora, Distrikt Ngora) ist ein ugandischer römisch-katholischer Geistlicher und ernannter Bischof von Houma-Thibodaux in den Vereinigten Staaten.

## Leben
Simon Peter Engurait besuchte das Knabenseminar Saint Peter in Soroti und das Saint Peter College in Tororo. Er erwarb einen Bachelor of Arts in Politikwissenschaft und Öffentlicher Verwaltung an der Makerere-Universität in Uganda und einen Master of Business Administration an der Maastricht School of Management in den Niederlanden. Nach seinem Umzug in die USA studierte er Philosophie und Theologie am Notre Dame Seminary in New Orleans und erwarb einen Master of Divinity. Am 25. Mai 2013 empfing er das Sakrament der Priesterweihe für das Bistum Houma-Thibodaux.
Nach der Priesterweihe war er bis 2017 Pfarrvikar an der Kathedrale des Bistums und zwei weiteren Gemeinden. Ab 2017 war er Pfarrer der Pfarrei St. Bridget. Von 2016 bis 2024 war er Moderator der Kurie und von 2017 bis 2024 auch Generalvikar des Bistums. Nach dem Tod von Bischof Mario Eduardo Dorsonville-Rodríguez im Januar 2024 wurde er zum Diözesanadministrator von Houma-Thibodaux gewählt.
Papst Leo XIV. ernannte ihn am 5. Juni 2025 zum Bischof von Houma-Thibodaux.